# Saint-Gervais (Gironde)
Pour les articles homonymes, voir Saint-Gervais.
Saint-Gervais est une commune du Sud-Ouest de la France, située dans le département de la Gironde, en région Nouvelle-Aquitaine.

## Géographie

### Localisation
La commune fait partie de l'aire d'attraction de Bordeaux et de son unité urbaine. Elle faisait auparavant partie de l'unité urbaine de Saint-André-de-Cubzac absorbée par celle de Bordeaux selon la délimitation de 2020. Elle est membre de la Communauté de communes du Grand Cubzaguais.

### Communes limitrophes
Les communes limitrophes sont  Prignac-et-Marcamps, Saint-André-de-Cubzac, Saint-Laurent-d'Arce, Saint-Vincent-de-Paul et Virsac.
|                     | Saint-Laurent-d'Arce  |                       |
| Prignac-et-Marcamps | Saint-Gervais         | Virsac                |
|                     | Saint-Vincent-de-Paul | Saint-André-de-Cubzac |

### Climat
Le climat qui caractérise la commune est qualifié, en 2010, de « climat océanique altéré », selon la typologie des climats de la France qui compte alors huit grands types de climats en métropole. En 2020, la commune ressort du même type de climat dans la classification établie par Météo-France, qui ne compte désormais, en première approche, que cinq grands types de climats en métropole. Il s’agit d’une zone de transition entre le climat océanique, le climat de montagne et le climat semi-continental. Les écarts de température entre hiver et été augmentent avec l'éloignement de la mer. La pluviométrie est plus faible qu'en bord de mer, sauf aux abords des reliefs.
Les paramètres climatiques qui ont permis d’établir la typologie de 2010 comportent six variables pour les températures et huit pour les précipitations, dont les valeurs correspondent à la normale 1971-2000. Les sept principales variables caractérisant la commune sont présentées dans l'encadré ci-après.
| Paramètres climatiques communaux sur la période 1971-2000 - Moyenne annuelle de température : 12,9 °C - Nombre de jours avec une température inférieure à −5 °C : 2,3 j - Nombre de jours avec une température supérieure à 30 °C : 7 j - Amplitude thermique annuelle : 14,7 °C - Cumuls annuels de précipitation : 899 mm - Nombre de jours de précipitation en janvier : 11,9 j - Nombre de jours de précipitation en juillet : 6,6 j |

Avec le changement climatique, ces variables ont évolué. Une étude réalisée en 2014 par la Direction générale de l'Énergie et du Climat complétée par des études régionales prévoit en effet que la  température moyenne devrait croître et la pluviométrie moyenne baisser, avec toutefois de fortes variations régionales. La station météorologique de Météo-France installée sur la commune et mise en service en 1995 permet de connaître l'évolution des indicateurs météorologiques. Le tableau détaillé pour la période 1981-2010 est présenté ci-après.
| Mois                                  | jan.            | fév.           | mars          | avril           | mai          | juin          | jui.          | août          | sep.          | oct.            | nov.            | déc.            | année      |
| ------------------------------------- | --------------- | -------------- | ------------- | --------------- | ------------ | ------------- | ------------- | ------------- | ------------- | --------------- | --------------- | --------------- | ---------- |
| Température minimale moyenne (°C)     | 3,3             | 3,2            | 5,3           | 7,5             | 11,1         | 14,1          | 15,3          | 15,5          | 12,3          | 10,4            | 5,8             | 3,2             | 8,9        |
| Température moyenne (°C)              | 6,6             | 7,4            | 10,3          | 12,7            | 16,4         | 19,8          | 20,9          | 21,3          | 18            | 15,1            | 9,5             | 6,5             | 13,7       |
| Température maximale moyenne (°C)     | 10              | 11,6           | 15,3          | 17,9            | 21,7         | 25,5          | 26,6          | 27,2          | 23,8          | 19,8            | 13,2            | 9,9             | 18,6       |
| Record de froid (°C) date du record   | −8,7 02.01.1997 | −10,7 09.02.12 | −9,4 01.03.05 | −1,4 04.04.1996 | 0,5 05.05.19 | 4,6 01.06.06  | 8,2 02.07.12  | 8,2 31.08.10  | 4 25.09.02    | −3,4 30.10.1997 | −6,6 22.11.1998 | −9,5 30.12.1996 | −10,7 2012 |
| Record de chaleur (°C) date du record | 18,9 28.01.02   | 25,8 27.02.19  | 26 20.03.05   | 30,4 30.04.05   | 34 30.05.01  | 38,9 22.06.03 | 40,7 23.07.19 | 40,5 04.08.03 | 36,2 14.09.20 | 30,7 03.10.11   | 24,5 07.11.15   | 19,4 07.12.00   | 40,7 2019  |
| Précipitations (mm)                   | 67,3            | 52,4           | 57,3          | 62,9            | 62,1         | 52,1          | 50,4          | 58            | 64,6          | 76,3            | 100             | 81,4            | 784,8      |

### Milieux naturels et biodiversité

#### Natura 2000
La Dordogne est un site du réseau Natura 2000 limité aux départements de la Dordogne et de la Gironde, et qui concerne les 104 communes riveraines de la Dordogne, dont Saint-Gervais,. Seize espèces animales et une espèce végétale inscrites à l'annexe II de la directive 92/43/CEE de l'Union européenne y ont été répertoriées.

#### ZNIEFF
Saint-Gervais fait partie des 102 communes concernées par la zone naturelle d'intérêt écologique, faunistique et floristique (ZNIEFF) de type II « La Dordogne »,, dans laquelle ont été répertoriées huit espèces animales déterminantes et cinquante-sept espèces végétales déterminantes, ainsi que quarante-trois autres espèces animales et trente-neuf autres espèces végétales.

## Urbanisme

### Typologie
Au 1er janvier 2024, Saint-Gervais est catégorisée ceinture urbaine, selon la nouvelle grille communale de densité à sept niveaux définie par l'Insee en 2022.
Elle appartient à l'unité urbaine de Bordeaux, une agglomération intra-départementale regroupant 73  communes, dont elle est une commune de la banlieue,,. Par ailleurs la commune fait partie de l'aire d'attraction de Bordeaux, dont elle est une commune de la couronne,. Cette aire, qui regroupe 275 communes, est catégorisée dans les aires de 700 000 habitants ou plus (hors Paris),.

### Occupation des sols

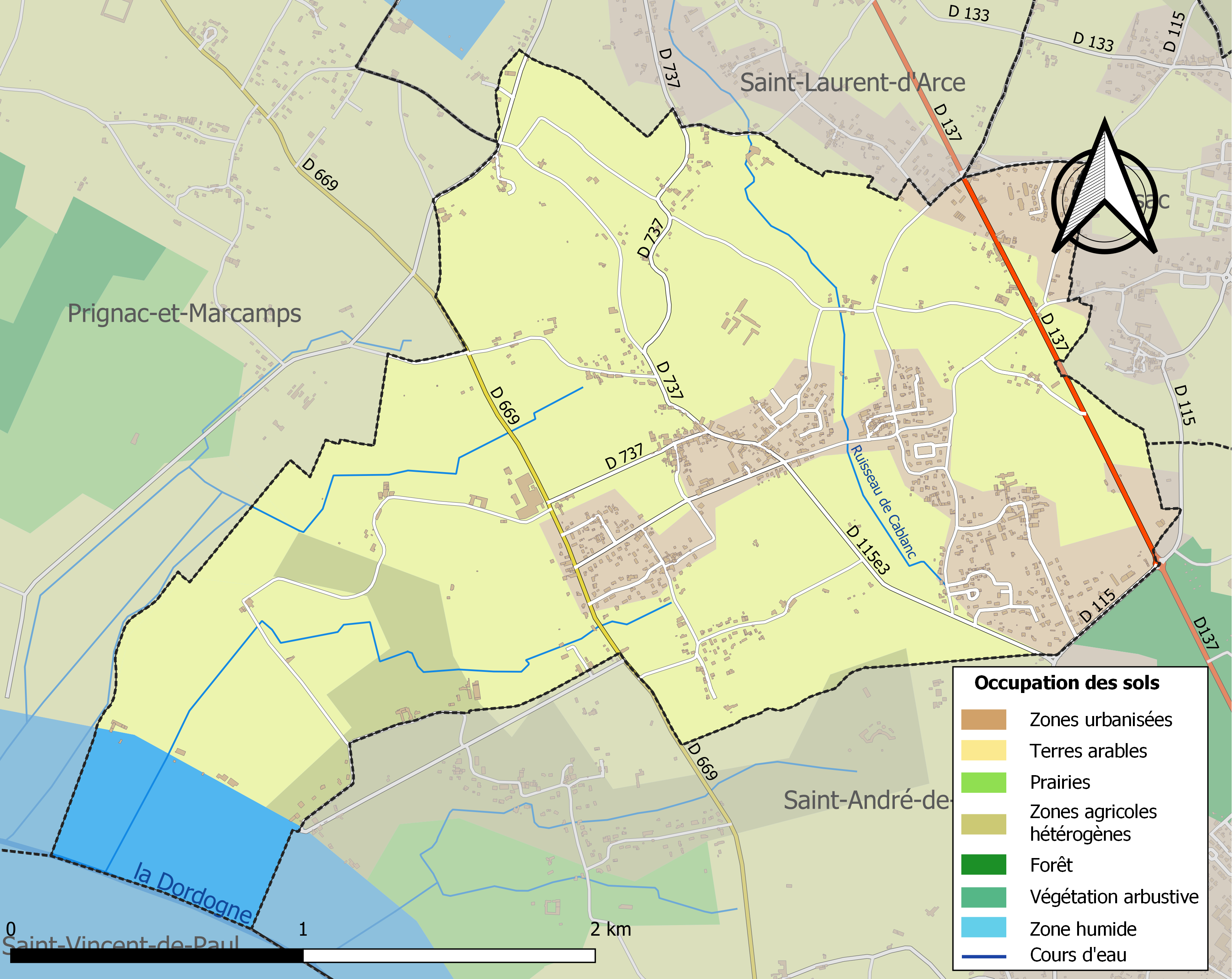
Carte des infrastructures et de l'occupation des sols de la commune en 2018 (CLC).

L'occupation des sols de la commune, telle qu'elle ressort de la base de données européenne d’occupation biophysique des sols Corine Land Cover (CLC), est marquée par l'importance des territoires agricoles (78,3 % en 2018), en diminution par rapport à 1990 (84,1 %). La répartition détaillée en 2018 est la suivante : 
cultures permanentes (72,2 %), zones urbanisées (15,9 %), eaux continentales (5,6 %), zones agricoles hétérogènes (4,8 %), terres arables (1,3 %), forêts (0,1 %). L'évolution de l’occupation des sols de la commune et de ses infrastructures peut être observée sur les différentes représentations cartographiques du territoire : la carte de Cassini (XVIIIe siècle), la carte d'état-major (1820-1866) et les cartes ou photos aériennes de l'IGN pour la période actuelle (1950 à aujourd'hui).

### Risques majeurs
Le territoire de la commune de Saint-Gervais est vulnérable à différents aléas naturels : météorologiques (tempête, orage, neige, grand froid, canicule ou sécheresse), inondations, mouvements de terrains et séisme (sismicité faible). Un site publié par le BRGM permet d'évaluer simplement et rapidement les risques d'un bien localisé soit par son adresse soit par le numéro de sa parcelle.
La commune fait partie du territoire à risques importants d'inondation (TRI) de Bordeaux, regroupant les 28 communes concernées par un risque de submersion marine ou de débordement de la Garonne, un des 18 TRI qui ont été arrêtés fin 2012 sur le bassin Adour-Garonne. Les crues significatives qui se sont produites au XXe siècle, avec plus de 6,70 m mesurés au marégraphe de Bordeaux sont celles du 27 décembre 1999 (7,05 m, débit de la Garonne de 700 m3/s), du 13 décembre 1981 (6,85 m, 1500 à 2 000 m3/s), du 19 mars 1988 (6,84 m, 4 000 m3/s), du 7 février 1996 (6,77 m, 1 000 m3/s) et du 28 avril 1998 (6,73 m, 2 700 m3/s). Au XXIe siècle, ce sont celles liées à la tempête Xynthia du 28 février 2010 (6,92 m, 816 m3/s) et du 31 janvier 2014 (6,9 m, 2500 à 3 000 m3/s). Des cartes des surfaces inondables ont été établies pour trois scénarios : fréquent (crue de temps de retour de 10 ans à 30 ans), moyen (temps de retour de 100 ans à 300 ans) et extrême (temps de retour de l'ordre de 1 000 ans, qui met en défaut tout système de protection). La commune a été reconnue en état de catastrophe naturelle au titre des dommages causés par les inondations et coulées de boue survenues en 1982, 1999, 2009 et 2010,.
Les mouvements de terrains susceptibles de se produire sur la commune sont des affaissements et effondrements liés aux cavités souterraines (hors mines) et des tassements différentiels. Par ailleurs, afin de mieux appréhender le risque d’affaissement de terrain, un inventaire national permet de localiser les éventuelles cavités souterraines sur la commune.

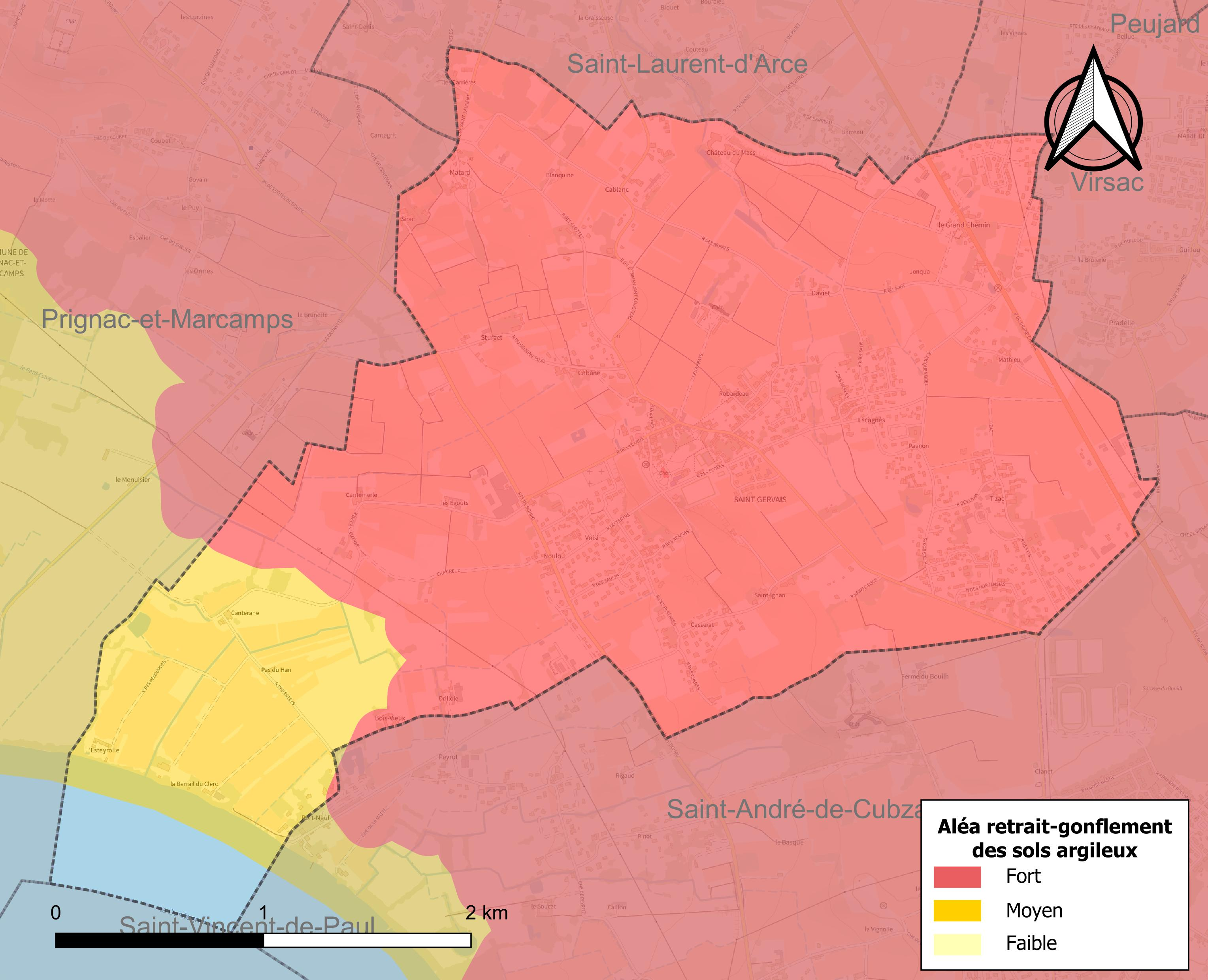
Carte des zones d'aléa retrait-gonflement des sols argileux de Saint-Gervais.

Le retrait-gonflement des sols argileux est susceptible d'engendrer des dommages importants aux bâtiments en cas d’alternance de périodes de sécheresse et de pluie. 96,2 % de la superficie communale est en aléa moyen ou fort (67,4 % au niveau départemental et 48,5 % au niveau national). Sur les 724 bâtiments dénombrés sur la commune en 2019,  724 sont en aléa moyen ou fort, soit 100 %, à comparer aux 84 % au niveau départemental et 54 % au niveau national. Une cartographie de l'exposition du territoire national au retrait gonflement des sols argileux est disponible sur le site du BRGM,.
Concernant les mouvements de terrains, la commune a été reconnue en état de catastrophe naturelle au titre des dommages causés par la sécheresse en 1989, 2003, 2010 et 2011 et par des mouvements de terrain en 1999.

## Toponymie
En occitan, le nom de la commune est Sent Gervasi.
Ses habitants sont appelés les Gervaisiens.

## Politique et administration
| Période                                  | Période       | Identité        | Étiquette     | Qualité                                         |
| ---------------------------------------- | ------------- | --------------- | ------------- | ----------------------------------------------- |
| Les données manquantes sont à compléter. |               |                 |               |                                                 |
| avant 1995                               | ?             | Yves Prud'Homme |               |                                                 |
| mars 2001                                | juin 2018     | Alain Dumas     | DVG puis LREM | Retraité Président de la Communauté de Communes |
| juin 2018                                | décembre 2023 | Patrice Gallier | PS            | Retraité                                        |
| décembre 2023                            | En cours      | Patrice Potier  |               |                                                 |

## Démographie
L'évolution du nombre d'habitants est connue à travers les recensements de la population effectués dans la commune depuis 1793. Pour les communes de moins de 10 000 habitants, une enquête de recensement portant sur toute la population est réalisée tous les cinq ans, les populations de référence des années intermédiaires étant quant à elles estimées par interpolation ou extrapolation. Pour la commune, le premier recensement exhaustif entrant dans le cadre du nouveau dispositif a été réalisé en 2005.

En 2022, la commune comptait 1 981 habitants, en évolution de +7,37 % par rapport à 2016 (Gironde : +6,91 %, France hors Mayotte : +2,11 %).
| 1793 | 1800 | 1806 | 1821 | 1831 | 1836 | 1841 | 1846 | 1851 |
| ---- | ---- | ---- | ---- | ---- | ---- | ---- | ---- | ---- |
| 837  | 671  | 724  | 763  | 751  | 719  | 799  | 797  | 853  |

| 1856 | 1861 | 1866 | 1872 | 1876 | 1881 | 1886 | 1891 | 1896 |
| ---- | ---- | ---- | ---- | ---- | ---- | ---- | ---- | ---- |
| 819  | 810  | 791  | 780  | 791  | 783  | 727  | 792  | 770  |

| 1901 | 1906 | 1911 | 1921 | 1926 | 1931 | 1936 | 1946 | 1954 |
| ---- | ---- | ---- | ---- | ---- | ---- | ---- | ---- | ---- |
| 764  | 746  | 769  | 677  | 645  | 578  | 563  | 582  | 662  |

| 1962 | 1968 | 1975 | 1982  | 1990  | 1999  | 2005  | 2006  | 2010  |
| ---- | ---- | ---- | ----- | ----- | ----- | ----- | ----- | ----- |
| 779  | 808  | 903  | 1 026 | 1 204 | 1 219 | 1 392 | 1 398 | 1 568 |

| 2015  | 2020  | 2022  | - | - | - | - | - | - |
| ----- | ----- | ----- | - | - | - | - | - | - |
| 1 817 | 1 919 | 1 981 | - | - | - | - | - | - |

## Culture locale et patrimoine

### Lieux et monuments

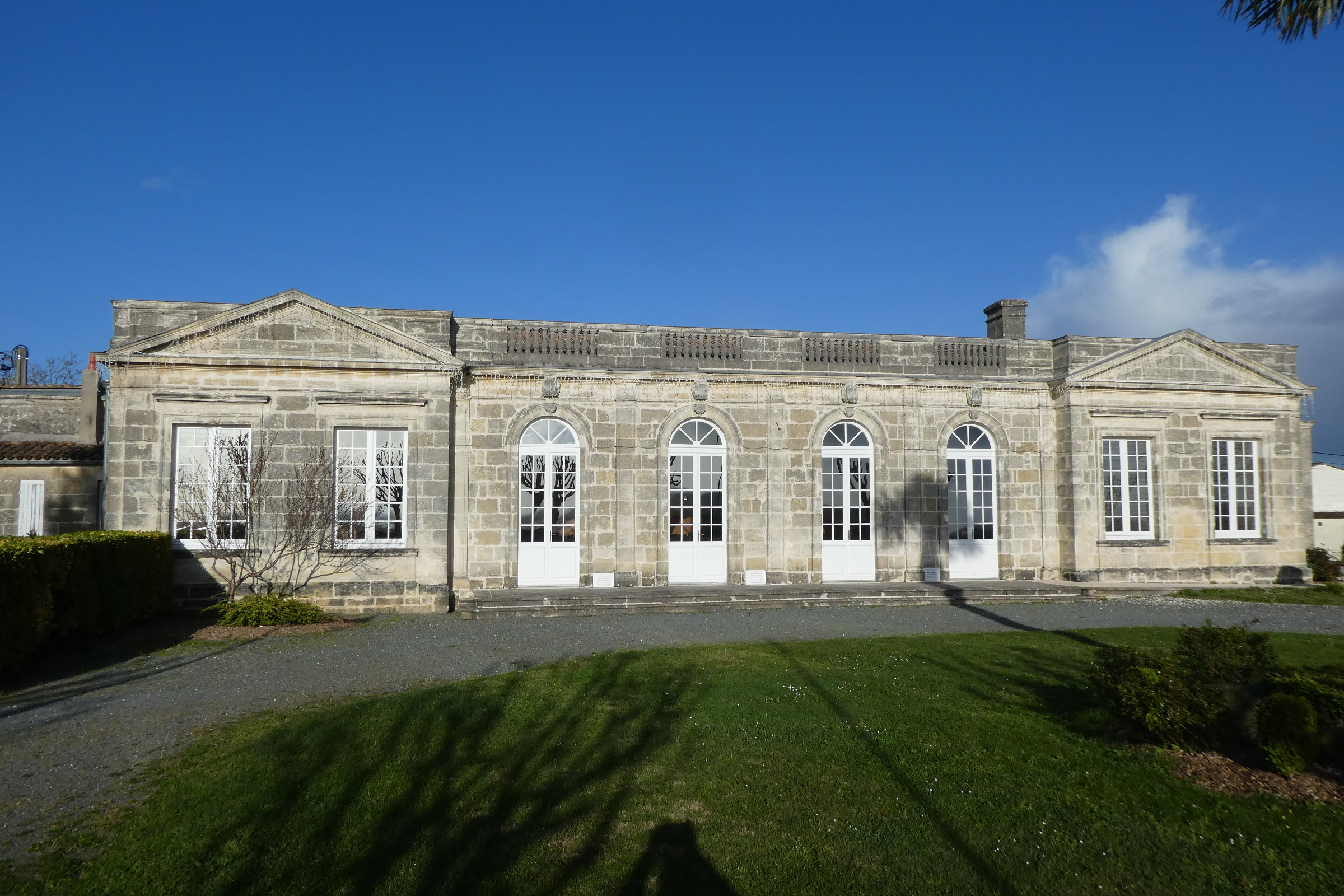
château de Bart de Saint-Gervais (Gironde)

- château de Bart abrite actuellement la mairie. Construit au XVIIIe siècle sur le modèle du grand-Trianon, il s’agissait d'une ancienne maison noble
- Église Saint-Gervais. Le transept et le chœur ont été inscrits au titre des monuments historique en 1927.

### Personnalités liées à la commune
- Familles du Mas.
- Joseph Thomas de Sorlus de Bart (1735-1796), général français de la Révolution et de l’Empire.

### Héraldique
| Blason de Saint-Gervais (Gironde) | Blason  | Coupé, au premier parti au I de sinople à la façade du château de Bart d'argent, ajourée de sable et au II de gueules au cèpe au naturel flanqué de deux autres plus petits du même sur une terrasse isolée d'argent, au second d'azur à l'église romane fortifiée d'argent émergeant de demi-profil d'un taillis du même mouvant de la pointe et des flancs, adextrée en chef d'un dauphin d'argent ; à la grappe de raisin de gueules tigée et feuillée de sinople brochant sur la partition. |
| Blason de Saint-Gervais (Gironde) | Détails | Blason officiel présent sur le site de la commune. |